# Cucina dell'Anhui

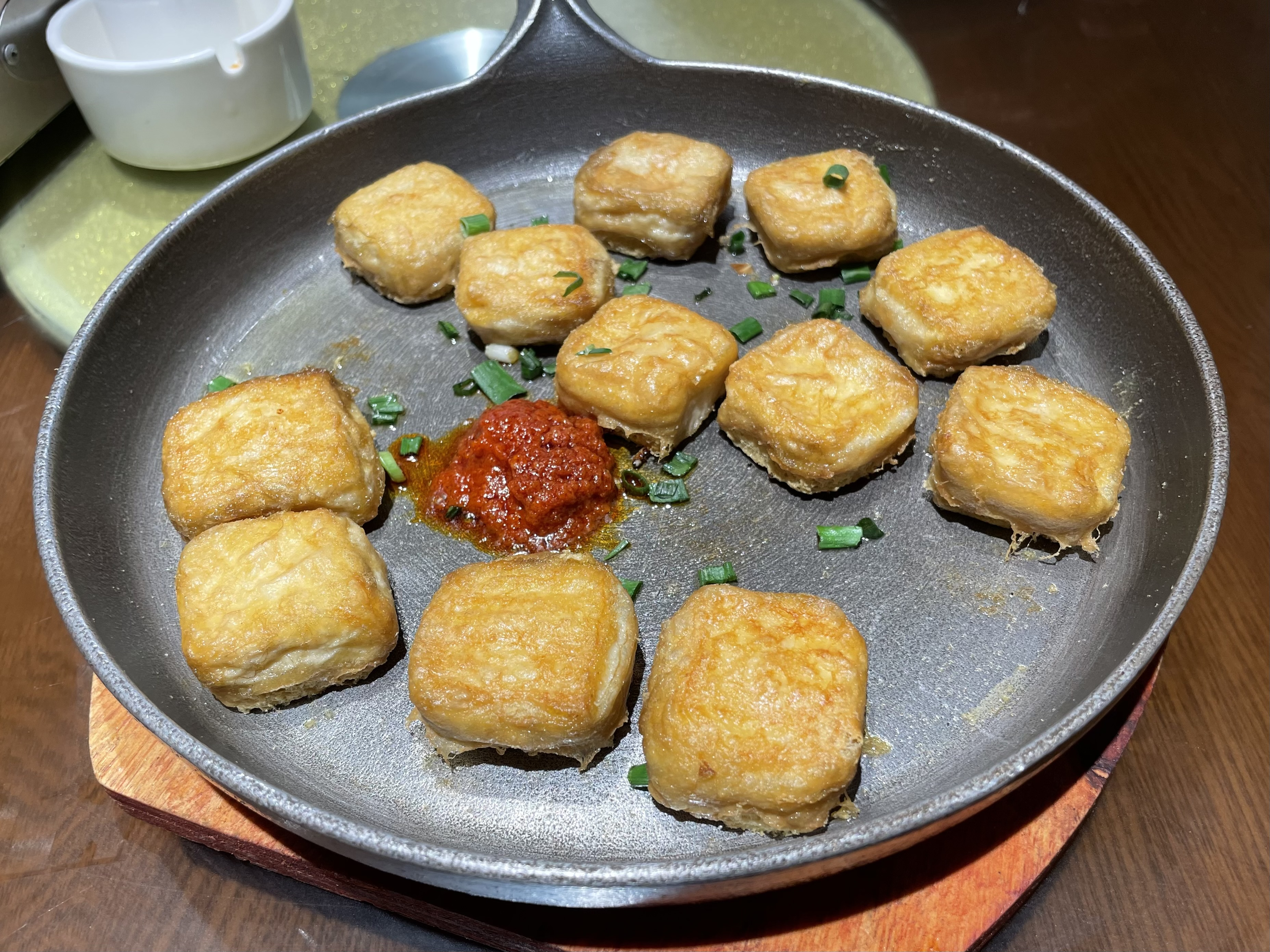
Mao tofu

La cucina dell'Anhui, o cucina Hui, è una delle otto scuole della cucina cinese. Comprende gli stili culinari dell'Anhui meridionale e delle aree vicine al Fiume Azzurro e al fiume Huai He. Le pietanze di questa provincia sono a base di selvaggina e di pollame e tendono a essere salate, oleose e ricche di colori.
Alcuni grandi classici della cucina dell'Anhui sono l'anatra affumicata di Wuwei, (无为板鸭S, Wúwéi bǎnyāP), il pesce Fangla (方腊鱼S, Fānglà yúP), la gallina stufata con Laccocephalum basilapidoides (石耳炖鸡S, Shí ěr dùn jīP) e il Yunwu rou (云雾肉S, Yúnwù ròuP, lett. "carne di nuvola").

## Storia

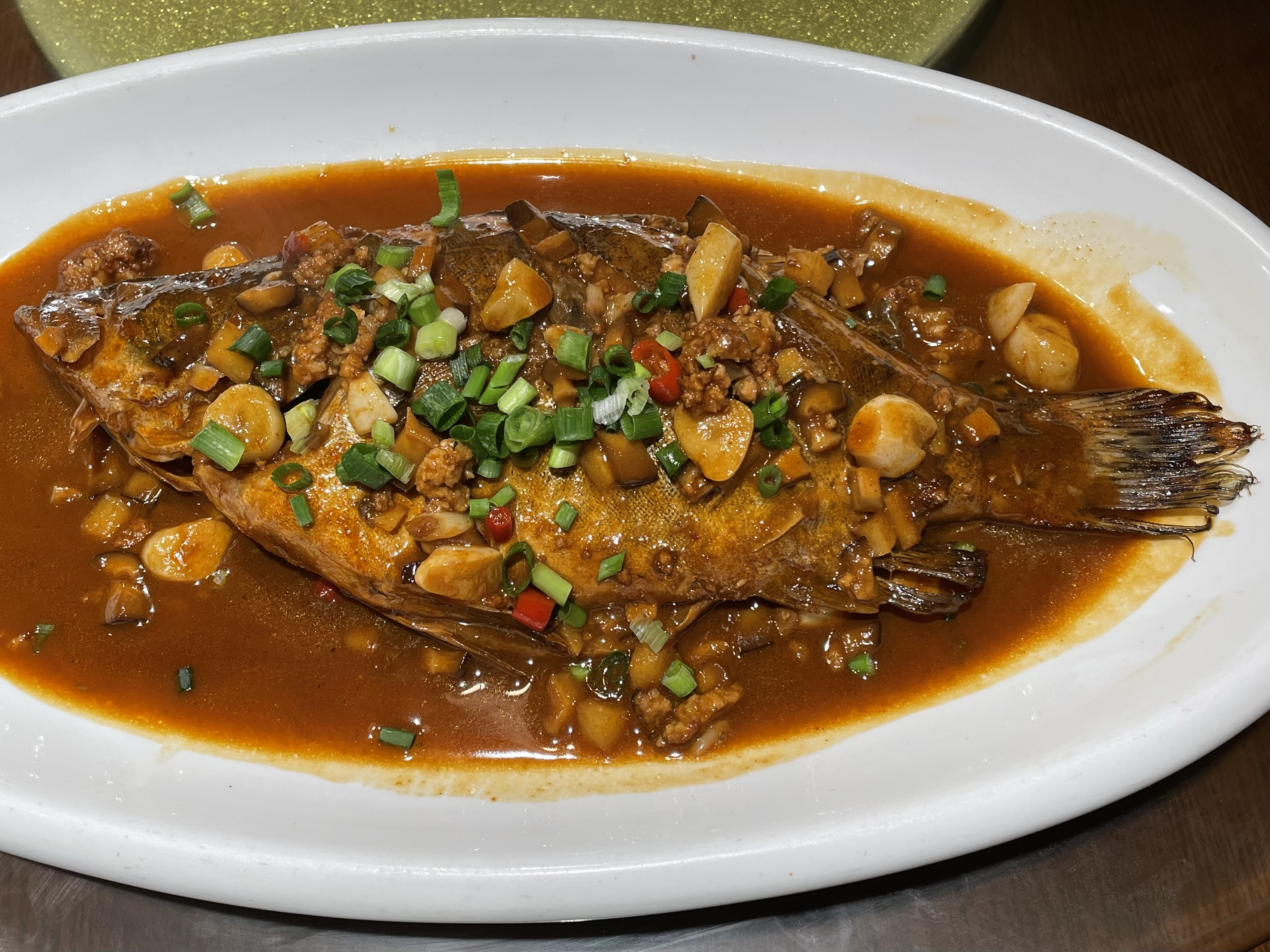
Pesce mandarino puzzolente

La cucina dell'Anhui si è sviluppata a Huizhou durante la dinastia Song meridionale (1127-1279) e inizialmente faceva affidamento sui prodotti delle montagne della zona. Le sue pietanze si diffusero nel resto della Cina con l'emigrazione dei commercianti di Huizhou, ma dopo le dinastie Ming e Qing gli affari commerciali degli Hui andarono in declino, e così anche la popolarità della loro cucina.

## Caratteristiche

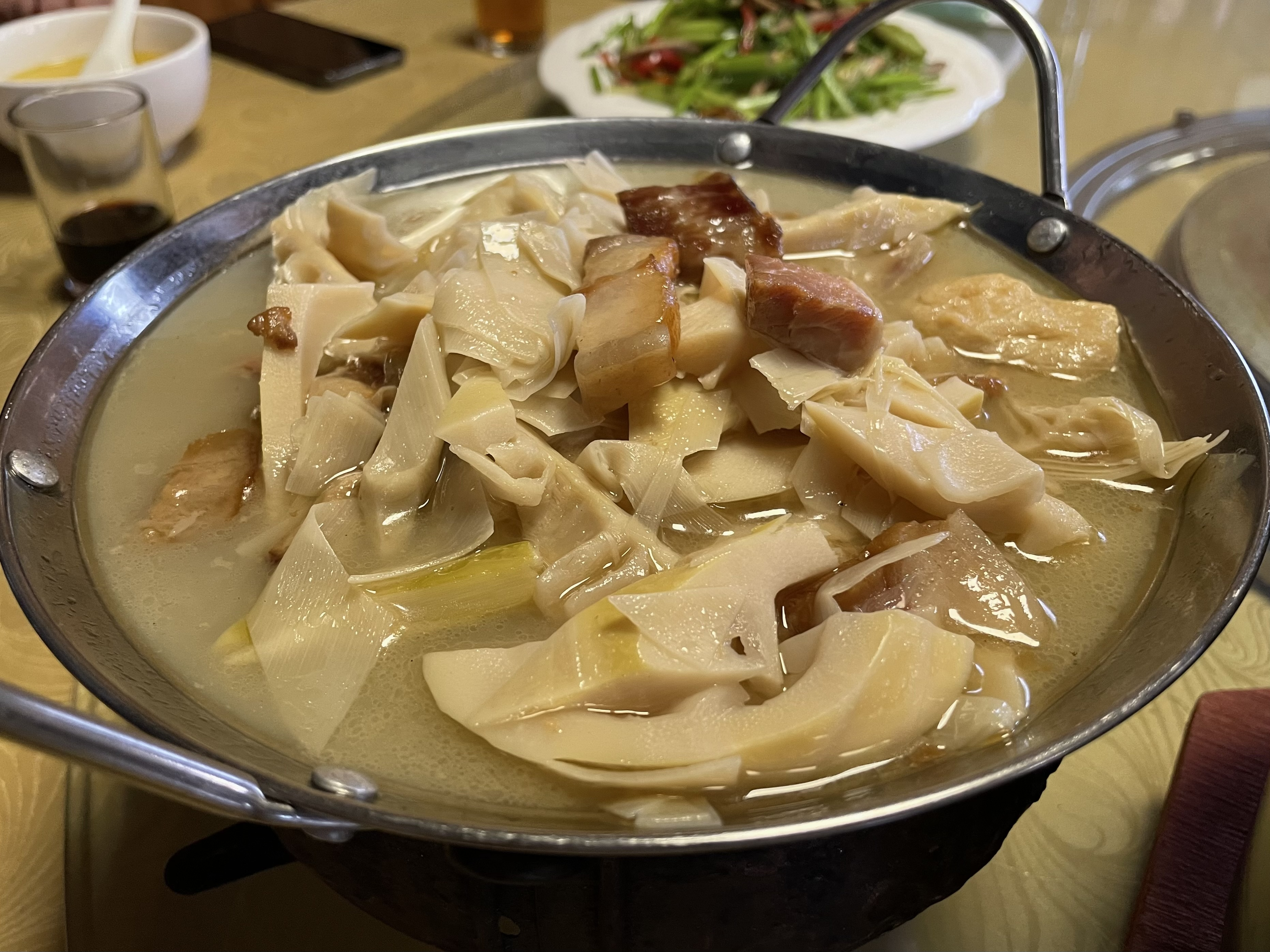
Sunshao rou

La dieta dell'Anhui meridionale e dei monti Dabie è a base di carne selvaggina, come ad esempio la pernice, e di prodotti montani come funghi e Umbilicaria, che vengono cucinati in modo da preservarne il gusto originale. Lungo il Fiume Azzurro le pietanze sono a base di pesce d'acqua dolce e bestiame, mentre lungo il fiume Huai He si fa maggiormente uso di spezie e sale e le zuppe risultano più dense e dal gusto forte.
Nella cucina dell'Anhui i brasati e gli stufati sono decisamente più diffusi rispetto alle fritture e ai piatti preparati con altri metodi di cottura.

## Piatti principali
Alcune specialità della cucina dell'Anhui sono la tartaruga dal guscio molle stufata con prosciutto (火腿炖甲鱼S, Huǒtuǐ dùn jiǎyúP), il pesce mandarino puzzolente (臭鳜鱼S, Chòu guì yúP, Synchiropus splendidus fermentato), l'hot pot di Li Hongzhang (李鸿章杂碎S, Lǐhóngzhāng zásuìP, lett. "frattaglie di Li Hongzhang", così chiamato in onore dell'omonimo ufficiale della dinastia Qing) e il mao tofu (毛豆腐S, máo dòufuP, lett. "tofu peloso"), un tofu caratterizzato da una crosta ammuffita e da una consistenza morbida, tipicamente consumato come cibo di strada. I germogli di bambù sono gli ingredienti principali del sunshao rou (笋烧肉S, Sǔn shāo ròuP), nel quale accompagnano la carne di maiale.
Le bancarelle dei mercati dell'Anhui vendono diverse specialità come gli shaobing (烧饼S, ShāobǐngP), i mianpi (面皮S, miànpíP, dei noodle freddi conditi con aceto, olio piccante ed erbe aromatiche), i tangyuan tipici della festa delle lanterne e i guihua gao (桂花糕S, Guìhuā gāoP, lett. "torta di osmanto").